# Jama Awil Aden
Jama Awil Aden (ur. 2 września 1948) – somalijski lekkoatleta.
Brał udział w maratonie na Letnich Igrzyskach Olimpijskich 1972.